# Antonio Jesús Vázquez Muñoz
Pour les articles homonymes, voir Antonio Muñoz (homonymie), Vázquez et Muñoz.
Antonio Jesús Vázquez Muñoz est un ancien footballeur espagnol, né le 18 janvier 1980 à Santa Olalla del Cala. Il évoluait au poste de milieu relayeur.

## Palmarès
- Deportivo La Corogne
  - Vainqueur de la Liga Adelante en 2012

## Statistiques
| Saison    | Club                 | Pays          | Championnat        | Coupes nationales | Coupes d'Europe | Espagne |
| --------- | -------------------- | ------------- | ------------------ | ----------------- | --------------- | ------- |
| 1999-2000 | CF Extremadura       | Liga Adelante | 6 matchs           | ?                 | -               | -       |
| 2000-2001 | CF Extremadura       | Liga Adelante | 29 matchs / 3 buts | ?                 | -               | -       |
| 2001-2002 | CF Extremadura       | Liga Adelante | 39 matchs / 6 buts | 1 match           | -               | -       |
| 2002-2003 | CD Tenerife          | Liga Adelante | 32 matchs / 1 but  | 1 match           | -               | -       |
| 2003-2004 | CD Tenerife          | Liga Adelante | 39 matchs / 4 buts | ?                 | -               | -       |
| 2004-2005 | CD Tenerife          | Liga Adelante | 36 matchs / 4 buts | 1 match           | -               | -       |
| 2005-2006 | CD Tenerife          | Liga Adelante | 40 matchs / 4 buts | -                 | -               | -       |
| 2006-2007 | Recreativo de Huelva | Liga BBVA     | 37 matchs / 6 buts | -                 | -               | -       |
| 2007-2008 | Recreativo de Huelva | Liga BBVA     | 34 matchs / 2 buts | 4 matchs          | -               | -       |
| 2008-2009 | Recreativo de Huelva | Liga BBVA     | 29 matchs          | 2 matchs          | -               | -       |
| 2009-2010 | Recreativo de Huelva | Liga Adelante | 37 matchs / 3 buts | 5 matchs          | -               | -       |
| 2010-2011 | Recreativo de Huelva | Liga Adelante | 38 matchs / 5 buts | 1 match           | -               | -       |
| 2011-2012 | Deportivo La Corogne | Liga Adelante | 15 matchs          | 3 matchs          | -               | -       |
| 2012-2013 | Deportivo La Corogne | Liga BBVA     | 5 matchs           | 2 matchs          | -               | -       |
| 2013-2014 | Recreativo de Huelva | Liga Adelante | -                  | -                 | -               | -       |

Dernière mise à jour le 11 mai 2013